# Tiszabábolna
Tiszabábolna is een plaats (község) en gemeente in het Hongaarse comitaat Borsod-Abaúj-Zemplén. Tiszabábolna telt 492 inwoners (2001).